# 김연식 (교육인)

雲崗 김연식 (1932년 ~)은 서울대학교 대학원 이학 석·박사로 서울대학교 사범대학 수학교육과를 졸업하였고 현재 서울대학교 사범대학 수학교육과 명예교수이자 학교법인 운강학원(여수종고중학교・여수공업고등학교) 이사장으로 재직하고 있다. 서울대학교 수학교육과 교수를 역임하며 서울대학교 사범대학 박사과정을 최초로 개설하였고 대한수학교육학회 창립자로 초대회장을 역임하였으며 27여 년간 중·고등학교 수학교과서를 집필하는 등 평생을 교육계에 헌신하며 대한민국 수학교육 발전에 크게 기여하고 있다.

## 학력
- 서울대학교 사범대학 수학교육과 졸업
- 서울대학교 대학원 이학석·박사

## 경력
- 서울대학교 사범대학 박사과정 최초 개설
- 대한수학교육학회 창립
- 대한수학교육학회 초대회장
- 중·고등학교 수학 교과서 집필
- 서울대학교 사범대학 수학교육과 명예교수
- 학교법인 운강학원(여수종고중학교·여수공업고등학교)이사장

## 저서
- 1972년 논문 주체성 확립을 위한 수학교재 개발연구
- 1994년 논문 우리나라의 학교 수학 용어의 재검토
- 1994년 논문 수학 교실에서의 구성주의의 실제
- 1997년 논문 수학교육에서의 과제학습의 의미와 그 전망
- 2001년 논문 수학교육학 용어 해설